# 谭孝曾
谭孝曾（1949年—），汉族，北京人，籍贯湖北武汉市江夏县，中华人民共和国政治人物、第十一届全国政协委员。
加入中国民主同盟，担任北京京剧院一级演员，工老生，谭元寿之子，谭派第六代传人，其子谭正岩为谭派第七代传人。2008年，当选第十一届全国政协委员，代表文化艺术界，分入第二十八组。